# Poskus atentata na Donalda Trumpa
13. julija 2024 je bil Donald Trump, nekdanji ameriški predsednik in takrat verjetni kandidat Republikanske stranke na naslednjih predsedniških volitvah, ustreljen v konico desnega ušesa med predvolilnim shodom na prostem blizu kraja Butler v Pensilvaniji. Strelec, dvajsetletni Thomas Matthew Crooks iz bližnjega Bethel Parka, je s strehe stavbe približno 120 metrov od odra proti njemu izstrelil osem nabojev z jurišno puško, podobno AR-15, in z enim oplazil Trumpa, ob tem pa ubil človeka v občinstvu za njim ter huje ranil še dva druga. Takoj za tem so ga ustrelili in ubili člani protiostrostrelske ekipe ameriške Tajne službe. Incident še preiskujejo kot poskus atentata in dejanje domačega terorizma.
Videoposnetki incidenta kažejo Trumpa, kako se je prijel za desno uho, nato pa se pritajil ob tla za govorniškim odrom, obdan s pripadniki Tajne službe. Ko so mu agenti pomagali na noge, se je prikazal z okrvavljenim ušesom in delom obraza, z ustnic mu je bilo možno prebrati (morda je zavpil) »Fight! Fight! Fight!« (»V boj! V boj! V boj!«) Fotoreporter Evan Vucci agencije Associated Press je v tistem trenutku posnel fotografije okrvavljenega Trumpa s pestjo v zraku in ameriško zastavo v ozadju, ki so nemudoma po objavi postale viralne, komentatorji so jih označili za ikonične in zgodovinske. Trumpa so pospremili z odra v bližnjo bolnišnico, od koder je bil odpuščen čez nekaj ur. Dva dni kasneje se je prvič spet pojavil v javnosti na republikanski nacionalni konvenciji v Milwaukeeju. Izjavil je, da ga je rešil rahel obrat glave v desno proti zaslonu s podatki, o katerih je takrat govoril, tik pred prvim strelom. Če bi miroval, bi ga namreč naboj zadel v glavo.
Po napadu so predstavniki obeh polov ameriške politike enoglasno obsodili politično nasilje, predsednik Joe Biden ga je označil za »bolnega«, oglasili pa so se tudi nekdanji predsedniki Bill Clinton, George W. Bush in Barack Obama ter številni tuji voditelji. Izrazili so skrb zaradi domnevnih napak pri varovanju dogodka in pozvali k poostrenemu varovanju glavnih kandidatov na volitvah. Crooks, ki je za napad uporabil očetovo legalno kupljeno puško, ni imel policijske kartoteke in njegov motiv ostaja neznan, niti iz njegovih objav na družbenih medijih in drugih zapisov ni jasno njegovo politično prepričanje. Kmalu po napadu so se po družbenih medijih začele množično širiti dezinformacije in teorije zarote.